# Памятник Бальзаку
Памятник Бальзаку — скульптура французского скульптора Огюста Родена в память о французском писателе Оноре де Бальзаке. По словам Родена, цель скульптуры — передать личность писателя, а не его физическое сходство. Работа была заказана в 1891 году Обществом литераторов, гипсовая модель в натуральную величину была выставлена в 1898 году в Салоне на Марсовом поле. Скульптура получила негативную оценку и была отвергнута обществом, и Роден перевез ее в свой дом в Мёдоне. 2 июля 1939 года (через 22 года после смерти скульптора) скульптура была впервые отлита в бронзе и установлена на бульваре Монпарнас на пересечении с бульваром Распай.
Слепки скульптуры сегодня находятся во многих различных коллекциях, включая Художественный музей Экленда, Музей скульптур под открытым небом Мидделгейм, Музей Нортона Саймона, Национальный музей западного искусства в Токио, Музей Родена, Музей Родена в Филадельфии, Музей Хиршхорна, Сад скульптур Хиршхорна (Смитсоновский институт) в Вашингтоне, округ Колумбия, Метрополитен-музей, Музей современного искусства в Нью-Йорке, Национальная галерея Виктории, Музей Эшмола в Оксфорде, перед музеем Ван Аббе. Сегодня это произведение считают первой по-настоящему современной скульптурой.
В своем документальном сериале 1969 года «Цивилизация» Кеннет Кларк сказал, что статуя Бальзака Родена является «величайшим произведением скульптуры девятнадцатого века — возможно, даже со времен Микеланджело», продолжая, что «Бальзак с его потрясающим пониманием человеческих мотивов презирает общепринятые ценности, бросает вызов модным мнениям, как это делал Бетховен, и должен вдохновить нас бросить вызов всем тем силам, которые угрожают ослабить нашу человечность: ложь, танки, слезоточивый газ, идеологии, опросы общественного мнения, механизация, планировщики, компьютеры».

## Заказ
Прежде чем заказ на скульптуру был передана Родену, Парижское общество литераторов (Париж, Франция) рассматривало кандидатуры четырех разных художников. Первым был французский художник-неоклассик Анри Шапю, однако Шапю умер в 1891 году, так и не дождавшись завершения работы. Следующим художником, рассматривавшимся для создания скульптуры, был Марке де Вассело, который изготовил бюст писателя для Общества. В то же время художники Милле и Кутан также подали заявки на участие в конкурсе.
Роден изначально не рассматривался для этой работы, поскольку в тот момент, около 1885 года, его карьера не была столь заметной. После смерти Шапю, недавно избранный президент Общества Эмиль Золя решительно поддержал Родена, и художник представил предложение закончить трехметровую статую французского романиста в течение восемнадцати месяцев, которое было одобрено.
Заказ был обусловлен возросшим значением Оноре де Бальзака после его смерти. Бальзак был одним из основателей Общества, а также вторым президентом организации. После его смерти в 1850 году интерес к созданию статуи в память о писателе быстро развился под руководством Александра Дюма.

## Изготовление
Вместо положенных восемнадцати месяцев Роден потратил на создание скульптуры долгих семь лет. Роден увлекся литературой по своей тематике, а также исследовал характер и личность Бальзака, подобно тому, как писатель сам подходил к созданию персонажей. Готовясь к работе над скульптурой, Роден читал произведения писателя, а также много раз ездил на его родину в Турень, чтобы сделать наброски и слепить портретные этюды людей, похожих на писателя, хотя Роден никогда не видел его лично. Одежду, похожую на бальзаковскую, Родену сшил бывший портной писателя, а для последней статуи использовал плащ, похожий на писательский плащ Бальзака. Этюды варьировались от портретов до мускулистых и пожилых обнаженных фигур, а также юмористических и искаженных изображений с сексуальным акцентом. Роден неоднократно изучал плащ, а также различные черты лица, которые он черпал из своих наблюдений и ограниченных источников, включая дагерротип Бальзака. Каждый эскиз развивался и превращался в различные изображения романиста, варьирующиеся от фаллических обнаженных до сильно одетых и скрытых фигур.
В 1894 году Общество пригрозило вмешаться в юридические дела, передать работу художнику Александру Фальгьеру и лишить Родена оплаты. Однако Роден просил о продлении сроков, сделав более пятидесяти этюдов, и продолжал отдаляться от настоящего физического портрета, склоняясь к более психологическому изображению. Художник был увлечен тем, чтобы передать сущность силы автора. В послании писателю Шарлю Шиншолле в мае 1898 года Роден объяснил свои творческие поиски: «Единственное, что я понимаю сегодня, — это то, что шея слишком сильная. Я подумал, что должен увеличить ее, потому что, по моему мнению, современная скульптура должна преувеличивать формы с моральной точки зрения. Через преувеличенную шею я хотел изобразить силу и понимаю, что исполнение превзошло идею».

## Негативный приём
Наконец, в 1898 году Роден представил гипсовый эскиз статуи Бальзака в Салоне Национального общества изобразительных искусств. Публичный показ незаконченного памятника вызвал скандал. Роден воспринял негатив как личное нападение. Многим не понравилась гротескная фигура, другие критиковали работу как слишком похожую на работы итальянского импрессиониста Медардо Россо. Кроме того, еще до открытия скульптуры появились сообщения, в которых говорилось об ожидаемом недовольстве конечным результатом работы. Общество литераторов не приняло скульптуру.
Несмотря на отказ заказчиков принять скульптуру, современники, такие как Поль Сезанн, Тулуз-Лотрек и Клод Моне, поддержали Родена. В середине 1898 года сторонники художественного сообщества выступили с петицией против отказа, были собраны подписи в сборе в 30 000 франков для завершения и установки работы, но в итоге Роден решительно отклонил все предложения о покупке работы и оставил гипсовое произведение в своем доме в Мёдоне.